# 3-й фронт (Японія)
3-й фро́нт (яп. 【第三方面軍】) — вище оперативно-стратегічне об'єднання збройних сил Японської імперії, фронт Імперської армії Японії в 1943–1945 роках. Брав участь у радянсько-японській війні (1945) на території Маньчжурії.

## Дані
- Сформований: 29 жовтня 1943 року шляхом поспішної мобілізації японського чоловічого населення Маньчжурії.
- Кодова назва: Кьо (【強】, «сильний»)[1].
- Підпорядкування: Квантунська армія.
- Район бойових дій: Західна Маньчжурія, маньчжурсько-монгольське пограниччя.
- Штаб: Мукден, Маньчжурська держава.
- Місце останньої дислокації штабу: Мукден, Маньчжурська держава.
- Припинив існування: 15 серпня 1945 року після капітуляції Японії у Другій світовій війні.

## Бойові дії
- Радянсько-японська війна (1945) як складова Другої світової війни.
Оборона Північної і Західної Маньчжурії від наступу радянських військ.

## Командування
Командири фронту:
1. генерал-лейтенант Окабе Наодзабуро (29 жовтня 1943 — 25 серпня 1944)[2];
2. генерал Ущіроку Джюн (25 серпня 1944 — 15 серпня 1945)[2].

Голови штабу фронту:
1. генерал-майор Ватанабе Йо (29 жовтня 1943 — 26 жовтня 1944)[2];
2. генерал-майор Яно Масао (26 жовтня 1944 — 23 березня 1945)[2];
3. генерал-майор Оцубо Кадзама (23 березня 1945 — 15 серпня 1945)[2].

## Склад
1945 рік
- 30-а армія (Японія);

- 39-а дивізія (Японія);
- 125-а дивізія (Японія);
- 138-а дивізія (Японія);
- 148-а дивізія (Японія);

- 44-а армія (Японія);

- 63-я дивізія (Японія);
- 107-а дивізія (Японія);
- 117-а дивізія (Японія);

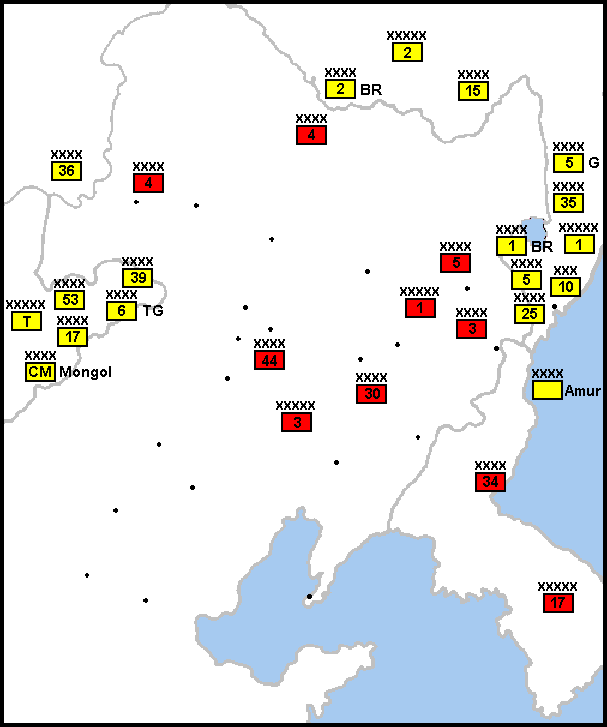
3-й фронт в Західній Маньчжурії напередодні радянського вторгнення (1945)

- 9-а самостійна танкова бригада (Японія);

- 108-а дивізія (Японія);
- 136-а дивізія (Японія);

- 79-а самостійна змішана бригада (Японія);
- 130-а самостійна змішана бригада (Японія);
- 134-а самостійна змішана бригада (Японія);
- 1-а самостійна танкова бригада (Японія).